# В белом плену
«В белом плену» (англ. Into the White — «В белизне») — совместная антивоенная киноработа Швеции и Норвегии 2012 года, основанная на реальных событиях. Фильм поставлен норвежским режиссёром Петтером Нессом, сочетает в себе элементы драмы, экшена и исторической хроники. Премьера картины состоялась 4 марта 2012 г. в Осло. Съёмки происходили в Норвегии в местечке Гротли и на горе Далснибба, а также в шведских Тролльхеттане и Браланде.

## Сюжет
27 апреля 1940 года. В самом начале Второй мировой войны над Скандинавией происходит бой двух самолётов — английского и немецкого. Немецкий «Хейнкель-111» отклонился от курса и заблудился после атаки на корабли ВМФ Великобритании. Английский истребитель осуществлял дежурное патрулирование воздушного пространства той части Норвегии, которая ещё не была оккупирована нацистской Германией. Во время воздушного боя оба самолёта выходят из строя, и пилоты с трудом приземляются на заснеженные озёра Норвегии. Трое из четырёх членов немецкого экипажа выжили в результате крушения: пилот лейтенант Хорст Шопис (Флориан Лукас), унтер-офицер Йозеф Шварц (Дэвид Кросс) и фельдфебель Вольфганг Штранк (Стиг Хенрик Хофф). Немецкий лётчики набрели на охотничий домик, двигаясь в метель, затем туда же подходят два британских лётчика с другого сбитого самолёта, капитан Чарльз П. Давенпорт (Лахлан Нибоер) и его воздушный стрелок Роберт Смит (Руперт Гринт). Из-за превосходства в численности и наличия огнестрельного оружия, немецкий экипаж берёт британцев в плен, устанавливая «британскую» и «немецкую» зоны домика.
Из-за начавшейся снежной бури немцы и британцы оказываются отрезаны от внешнего мира. Пища и дрова кончаются, и пилоты переходят на питание мхом, попутно разбирая на дрова своё пристанище. Из-за полученного ранения, состояние Йозефа Шварца ухудшается, в результате чего он впадает в бред. Один немец и один британец отправляются на охоту. Тем временем оставшиеся наедине капитаны обоих экипажей разбирают дом. Разбирая пол, они находят там ящик с едой и алкоголем. У Йозефа ухудшается состояние, из-за развивающейся гангрены и ему решают ампутировать руку. После успешной операции немцы и британцы празднуют вместе. Вынужденное заточение и необходимость вместе преодолевать трудности сближает бывших врагов и они решают избавиться от оружия. 
В это время разбившийся немецкий самолёт находит норвежский лыжный разведчик. Норвежцы организовывают операцию, дабы найти пропавший экипаж. На следующее утро выжившие решают попробовать выйти к побережью, поскольку погода улучшилась. На следующий день Смит и Штранк отправляются на лыжах, найденных в хижине, чтобы добраться до холма и искать лучший маршрут для путешествия. На обратном пути их находят норвежские разведчики и, решив, что британец находится в плену, убивают немца. Затем они находят домик, где берут в плен остальных немцев.
Фильм заканчивается сценой, в которой немецких солдат сажают в лодку и увозят на британскую военную базу.
После этого было сказано что через несколько дней самолёт Смита опять сбили. Давенпорт провёл остаток войны в немецком лагере, Смит погиб.
Хорст и Йозеф провели остаток войны в лагере для военнопленных в Канаде. Штронк был похоронен на кладбище в Тронхейме. В 1977 году Хорст получил телефонный звонок в Мюнхене, это был Давенпорт. Он пригласил Хорста в Лондон. Вскоре бывшие враги встретились в Лондоне... как друзья.

## Актёрский состав
| В ролях          |  | Персонаж                                   |
| ---------------- |  | ------------------------------------------ |
| Давид Кросс      |  | обер-ефрейтор Йозеф Шварц                  |
| Стиг Хенрик Хофф |  | фельдфебель Вольфганг Штранк               |
| Лаклан Нибор     |  | капитан Чарльз Дэвенпорт                   |
| Флориан Лукас    |  | лейтенант Хорст Шопис                      |
| Руперт Гринт     |  | бортстрелок Роберт Смит                    |
| Ким Хауген       |  | Бьёрн Густавсен, норвежский лыжный патруль |

## Награды и номинации
Полный перечень наград и номинаций — на сайте IMDB
| Премия         | Категория   | Имя                                        | Результат |
| -------------- | ----------- | ------------------------------------------ | --------- |
| Аманда 2012 г. | Лучший звук | Николай Линк и Андреас Конгсгаард Могенсен | Номинация |

## Историческая достоверность

### Актуальные события
См. Также: Норвежская операция
Сюжет фильма основан на исторических событиях, хотя имена британских персонажей изменены. Капитан Р. Т. Партридж переименован в Чарльза П. Дэвенпорта, а лейтенант Р. С. Босток стал Робертом Смитом. Имена немецких персонажей больше похожи на имена своих реальных аналогов. Три британских королевских флота Blackburn Skuas, действовавшие с HMS  Ark Royal, атаковали Heinkel He 111 и вывели из строя левый двигатель немцев. Немецкий самолёт потерпел крушение на высоте 1000 метров над уровнем моря в отдалённой горной местности, в нескольких милях от основных дорог. Немецкий хвостовой стрелок Ганс Хаук погиб во время крушения бомбардировщика.
Капитан RT Партридж, эскадра лидер 800 Naval Air Squadron , Fleet Air Arm , опытный неисправного двигателя в его помощник и скользили вниз к земле на замёрзшем озере. Он увидел неподалёку небольшую хижину и вместе со своим радистом лейтенантом Бостоком двинулись пешком через сильный снегопад к заброшенной хижине оленеводов. Через несколько минут они были предупреждены свистком и увидели троих выживших из немецкого хейнкеля, вооружённых пистолетами и ножами. Говоря на ломаном немецком и английском языках, британцам удалось убедить немцев, что они были экипажем бомбардировщика Vickers Wellington , а не истребителя, который их сбил. Немцы считали, что их сбил Supermarine Spitfire.